# Mariana Tîrcă
Mariana Tîrcă (tidligere Oacă; født 9. oktober 1962 i Constanța, Rumænien) er en tidligere kvindelig rumænsk håndboldspiller, der optrådte for Rumæniens kvindehåndboldlandshold. Hun er landsholdet hidtil ubestridte topscorer med 2043 landsholdsmål, på 335 landskampe.
Hun har optrådt for de rumænske storklubber Rulmentul Brașov fra 1980 til 1984 og Oltchim Râmnicu Vâlcea fra 1988 til 1992 og igen fra 2001 til 2004. Desuden har hun også spillet for kroatiske RK Podravka Koprivnica og græske GAS Anagennisi Artas. Hun var desuden cheftræner i Rulmentul Brașov i 2007-2008.
Hun er mor til den nuværende rumænske landsholdsspiller Sorina Tîrcă.

## Meritter
Spiller
- EHF Champions League:
  - Vinder: 1996 (med RK Podravka Koprivnica)
- EHF Champions Trophy:
  - Vinder: 1996 (med RK Podravka Koprivnica)

Træner
- Liga Naţională:
  - Vinder: 2006 (med Rulmentul Brașov)
- EHF Champions League:
  - Vinder: 2007 (med Rulmentul Brașov)
- EHF Cup Winners' Cup:
  - Finalist: 2008 (med Rulmentul Brașov)